# 26. Unterseebootsflottille
A 26. Unterseebootsflottille foi uma unidade militar da Kriegsmarine que atuou durante a Segunda Guerra Mundial. A unidade foi formada no mês de Abril de 1941. A unidade foi dispensada com a rendição alemã no mês de Maio de 1945.

## Bases
| Abril de 1941 - 1945 | Pillau     |
| 1945 - Maio de 1945  | Warnemünde |

## Comandantes
| Comandante                           | Data                            |
| ------------------------------------ | ------------------------------- |
| Korvkpt. Hans-Gerrit von Stockhausen | Abril de 1941 - Janeiro de 1943 |
| Korvkpt. Karl-Friedrich Merten       | Janeiro de 1943 - Abril de 1943 |
| Fregkpt. Helmut Brümmer-Patzig       | Abril de 1943 - Março de 1945   |
| Korvkpt. Ernst Bauer                 | Abril de 1945 - Maio de 1945    |

## U-Boots
Foram designados ao comando desta Flotilha um total de 7 U-Boots durante a guerra:
U-37, U-46, U-48, U-52, U-80, U-101, U-351